# ده فرمان (قسمت چهارم)
ده فرمان (اپیزود چهارم) چهارمین قسمت از مجموعهٔ ده‌قسمتی ده فرمان ساختهٔ کریشتوف کیشلوفسکی است.
این مجموعه بین سالهای ۱۹۸۸ تا ۱۹۸۹ میلادی ساخته شد. کیشلوفسکی به‌همراه کشیشتف پیسیویچ فیلمنامهٔ این مجموعه را به نگارش درآوردند.

## خلاصه داستان
پدر و مادر خود را احترام نما
داستان به نظر می‌آید که ادامهٔ اپیزود دوم باشد. گرچه عدم اطلاع از این موضوع به روند داستان لطمه نمی‌زند. آنکا دخترکی‌ست که با خواندن نامهٔ مادر خود پی به حقایقی از گذشته خود می‌برد. حقایقی که از رازی سخن می‌گویند که میان او و پدرش فاصله می‌اندازند. آنکا دریافته است که میان او و پدرش فاصله‌های بسیار بوده و خود را ماحصل هم‌خوابگی مادر و مرد دیگری می‌داند. روند داستان بر دیالوگ‌های قهر و آشتی آنکا و پدرش گره خورده و معشوق آنکا نیز در این میان، همراه نامطمئنی برای روزهای سخت آنکاست…